# Hanja
Hanja (hangul: 한자; hanja: 漢字; literalmente: "caracteres Han"), ou Hanmun (한문; 漢文), às vezes traduzido como caracteres sino-coreanos, são os caracteres chineses (Hànzì 汉字) em coreano ou o nome em coreano para eles. Especificamente, se refere àqueles caracteres que os coreanos tomaram "emprestados" e incorporaram a seu idioma, mudando sua pronúncia. Ao contrário dos caracteres kanji japoneses, no qual alguns têm sido simplificados e uma vez que o hanja nunca passou por uma reforma, quase todos os hanja são idênticos aos hanzi do chinês tradicional, embora alguns difiram um pouco da forma tradicional. Isso significa que comparado aos caracteres utilizados no Japão e na China continental, os hanjas possuem mais traços.
| Chinês tradicional | Coreano |
| 飲                 | 飮      |
| 畫                 | 畵      |
| 台                 | 臺      |

Apesar da existência de um alfabeto coreano, conhecido como hangul, criado em torno do ano de 1440 por um grupo de estudiosos contratados pelo rei Sejong, ele não foi usado amplamente até ao fim do século XIX. Até então, era necessário ser fluente na escrita e leitura em hanja para ser considerado uma pessoa literada na Coreia, uma vez que a maior parte da literatura coreana e outros documentos eram escritos através do uso de hanja. Hoje em dia a cena mudou: estudiosos que estudam a história da Coreia devem aprender hanja para ler documentos históricos enquanto que para o público geral, a aprendizagem ajuda a entender como determinadas palavras foram criadas. Hanja não é usado em palavras nativas sul-coreanas, que são sempre escritas em hangul, e até mesmo palavras de origem chinesas - hanja-eo (한자어, 漢字語) - são escritas em coreano na maior parte das vezes. A Coreia do Norte não usa Hanja em nenhuma situação, apenas o Hangul, diferente da Coreia do Sul.